# 沃爾恰縣
沃爾恰縣是羅馬尼亞西南部的一個縣。面積5,765平方公里。首府勒姆尼庫沃爾恰。
下設2市、9镇、78鄉。

## 历史
关于沃尔恰（Vâlcea）这个地名的来源，有两种说法，这个词在罗马尼亚语中是“小山谷”的意思，但其重音与地名沃尔恰（Vâlcea）在不同，沃尔恰（Vâlcea）的重音第一个音节上，而的重音在最后一个音节上。另外一种说法更加可靠一些，认为这个地名来自13世纪时当地的克内兹（首领）法尔卡什的名字，这个名字在匈牙利语中是“狼”（farkas）的意思，而沃尔恰（Vâlcea）来自“狼”这个词的斯拉夫语（比较保加利亚语 (vǎlk)、马其顿语 (volk)、斯洛文尼亚语、捷克语、波兰语、俄语）。

## 人口
2011年时，总人口为355,320人，人口密度為每平方公里61.63人。
| 年份   | 总人口  |
| ------ | ------- |
| 1948年 | 341,590 |
| 1956年 | 362,356 |
| 1966年 | 368,779 |
| 1977年 | 414,241 |
| 1992年 | 438,388 |
| 2002年 | 413,247 |
| 2011年 | 355,320 |